# 지탄역 열차 추돌 사고
지탄역 열차 추돌 사고는 1977년 7월 24일 발생한 지탄역에서 열차 추돌 사고로, 18명이 숨지고 100여명이 부상을 입었다.